# Icona Pop

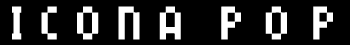
A duó logója

Az Icona Pop egy svéd könnyűzenei duó, mely 2009-ben alakult. Tagjai Caroline Hjelt és Aino Jawo. A csapat zenei stílusa legfőképpen elektro house, punk, és indie pop. 2009-ben lemezszerződést kötöttek a TEN Music Group kiadóval, jelenleg az Ultra Music égisze alá tartoznak. Legnagyobb slágerük az I Love It. A duó székhelye 2012-től az Egyesült Államokban, Los Angelesben, és New Yorkban található. Zenéjüket úgy jellemzik, hogy az a zene, melyen egyszerre lehet nevetni, és sírni.

## Karrier

### A kezdetek
Caroline Hjelt 1987. november 8-án született egy svéd anya, és egy svéd-finn apa gyermekeként. Aino Hawo 1987. július 7-én született egy finn anya és gambiai apa gyermekeként. Mindketten ugyanabba a zeneiskolába jártak Stockholmban, azonban csak véletlenül találkoztak 2009 februárjában egy partin, majd megalapították a duót. Megalapítás után dalokat írtak, és első fellépéseiket tervezték. Zenéjüket saját maguk úgy jellemezték, hogy "klasszikus pop dallamok, dobokkal és szintetizátorokkal".
A sajtó, köztük az NME, A The Guardian, a Rolling Stone és a Pitchfork Media is dicsérte a duót. A The Guardian a "Manners" című dübütáló kislemezt könnyed "hűvös" dalnak nevezte. A duó több olyan zenésszel dolgozott együtt, mint a Style of Eye, Patrick Berger (Robyn), Elof Loely, (Niki & The Dove] és a Starsmith.
2012 őszén megjelent az "Iconic" EP az Egyesült Államokban, valamint Icona Pop című debütáló lemezük Svédországban. A duó hazájukon kívül az Egyesült Államokban, Németországban, az Egyesült Királyságban, Olaszországban, Kanadában, és Hongkongban is fellépett, a hol a svéd és külföldi sajtó is készített velük interjút.

### 2012 – 2013 Az áttörés, az "I Love It" és az Icona Pop album

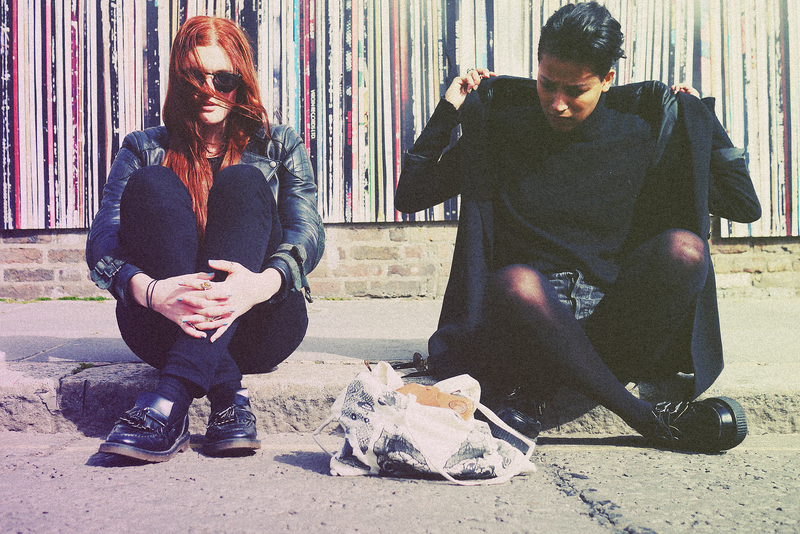
A duó 2012-ben.

A duó 2012 nyarán számos fesztiválon részt vettek, köztük a göteborgi "Summerburst" elektro zenei fesztiválon, valamint a stockholmi stadionban is felléptek, melyet a Sveriges Television is közvetített.
Az "I Love It" című daluk debütáló "Icona Pop" című albumuk beharangozó kislemeze volt, mely felkerült a svéd kislemezlistára is. A dal szerepelt a 2012-es Need for Speed: Most Wanted című videójátékban is, valamint egy 2013 januárjában bemutatott német Coca-Cola televíziós reklámfilmben is. De hallható volt a dal az amerikai reality televíziós show-műsor "Snooki & JWoww" valamint az amerikai népszerű vámpír tini dráma televíziós sorozatban is a "The Vampire Diaries" egyik epizódjában is. A duó második kislemeze a Ready for the Weekend 2012. szeptember 11-én jelent meg. A dal szerepelt második EP albumukon is, mely október 16-án jelent meg. Az "I Love It" című dal a Samsung Galaxy S4 hirdetésében is hallható volt.
Az "Iconic EP" 21. helyezett volt az amerikai iTunes dance listáján. 2013-ban a duó az Egyesült Államokban turnézott a Passion Pit és Matt & Kim együttessel. Az "I Love It" 2013 januárjában szerepelt az HBO Lena Dunham által bemutatott "Girls" című sorozat második évadjának harmadik epizódjában. 2013 márciusában a Fuse nevű amerikai televíziós csatorna "30 must see" művésznek nevezte a duót a South by Southwest fesztiválon. Az "I Love It" 2013 márciusában szerepelt a "The Vampire Diaries" negyedik évadának "Bring It On" című 16. epizódjában. 2013. március 26-án az "I Love It" című dalt előadták a Dancing with the Stars című show műsorban. 2013. május 3-án a dal szerepelt a "Late Night with Jimmy Fallon" és a "Good Morning America" című műsorokban. Május 6-án a dal hallható volt a FOX által bemutatott Glee című zenei komédia sorozatban, a New Directions előadásában, a 4. évad utolsó 22. epizódában, melynek a címe "All or Nothing". A dal szerepel egy 2013-as ShoeDazzle reklámban. 2013. május 13-án a duó előadta a dalt a Billboard Music Awards díjkiosztón. A dal a WNBA közelgő szezonjának reklámfilmjében is szerepelt, melyet június 3-án mutattak be a Heat-Pacers keleti bajnokságának 7. játékának 4. negyedévében, és  a Spurs Heat játékban is június 9-én.
2013. június 4-én a duó megjelentette "Girlfriend" című kislemezét. A duó egy interjúban elmondta, hogy elkészítették új nemzetközi albumukat, mely nem csupán 16 dalból áll, mint például az "I Love It", hanem új hangzásvilágú lesz, ahol új műfajokkal kísérleteznek. 2013 júliusában a duó két Teen Choice díjat nyert meg, a Choice Music Breakout Group, és Choice Single díjat. 2013. július 28-án megjelent "All Night" című harmadik kislemezük, mely mérsékelt siker volt az európai slágerlistákon.
2013. augusztus 4-én a duó Montrealba látogatott, ahol felléptek az Osheaga Fesztiválon.

### 2014 – jelen

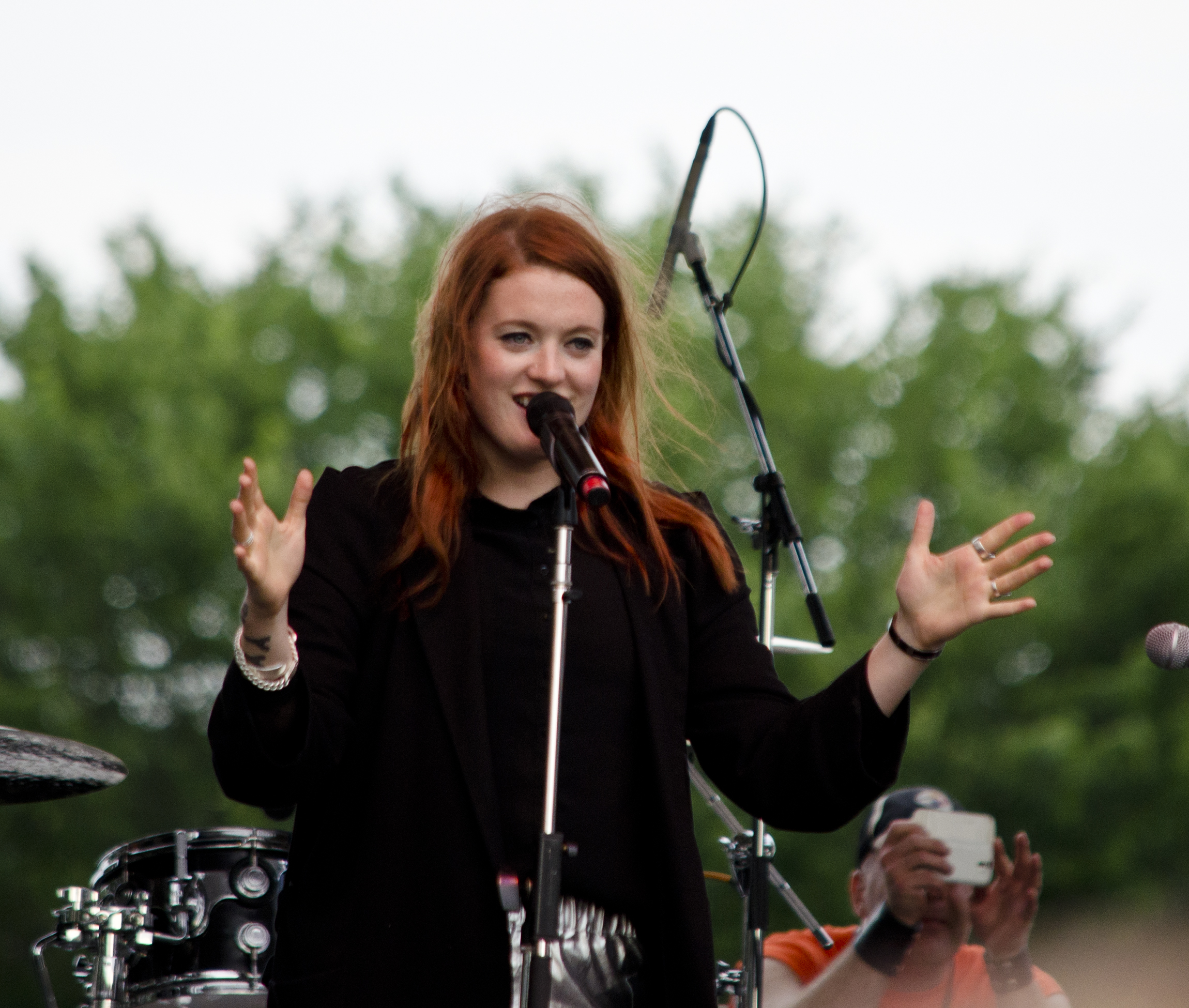
Fellépés a DC Capital Pride utcai fesztiválon 2013-ban.

2014. június 23-án a duó megjelentette "Get Lost" című dalát, mely nem volt annyira sikeres.  A duó ebben az időszakban fellépett Katy Perry és Miley Cyrus turnéinak előzenekaraként is, és együttműködtek Tiesto új dalában a "Let's Go" címűben, és Cobra Starship "Never Been In Love" című dalában is, mely Olaszországban slágerlistás volt. 2015. május 26-án megjelent az "Emergency" című dal, melyet Eric Hassle-val közösen készítettek. mely néhány hét múlva a Billboard Dance listájára is felkerült, mint a 2. amerikai slágerlistás daluk az "All Night" című daluk után. A dal szerepelt a FIFA 16 című videojátékban is. Júliusban megjelent az Emergency EP, melyen szerepelt a kritikusok által elismert "First Time" és a "Clap Snap" című daluk. A duó az One Direction Észak-Amerikai turnéjának, az "On the Road Again" címűnek a megnyitóján is fellépett. A "We Got The World" című daluk szerepelt 2015-ben a Pitch Perfect 2 című filmben is.2016. február 23-án megjelent a duó új kislemeze a "Someone Who Can Dance" melyet a svéd Grammis díjkiosztón mutatott be a duó. 2016. október 20-án a duó megjelentette "Brightside" című dalát, majd 2017. június 16-án újabb kislemez a "Girls Girls" jelent meg, melyben Tove Lo volt a társszerző. Ez év októberében a Peking Duk nevű ausztrál duóval közösen jelentették meg a "Let You Down" című dalt. Az év végén pedig a "Så mycket bättre 2017 – Tolkningarna" című EP jelent meg, mely 7 feldolgozást tartalmaz. 2018 március elején a duó együttműködött az Avonnal, az "All My Girls" című videóban, mely április végén jelent meg. A csapat 2018. május végén jelentette be harmadik stúdióalbumát közösségi oldalukon keresztül. 2019 februárban megjelent a marokkói-holland származású R3habbal közös daluk a"This Is How We Party" című dal. 2019 júniusában a duó a St. Louis Pridefest fesztiválon lépett fel, majd július 26-án a duó bemutatta első új dalát, a "Next Mistake"-t, közelgő harmadik stúdióalbumukról. A duó ebben az évben az Ultra Music kiadóval kötött szerződést.

## Diszkográfia

### Stúdióalbumok
- Icona Pop
- This Is...Icona Pop

## Díjak, jelölések
| Év   | Jelölt                                | Díj                                 | Eredmény | Díjkiosztó               |
| ---- | ------------------------------------- | ----------------------------------- | -------- | ------------------------ |
| 2012 | Saját maguk                           | Guilty Pleasure                     | Jelölve  | Rober Awards Music Poll  |
| 2013 | "I Love It" (with Charlie XCX)        | Choice Single: Group                | Jelölve  | Teen Choice Awards       |
| 2013 | "I Love It"                           | Az év dala                          | Jelölve  | Grammis                  |
| 2013 | Icona Pop                             | Az év felfedezettje                 | Elnyerte | Grammis                  |
| 2013 | Icona Pop                             | Electronic/Dance of the Year        | Jelölve  | Grammis                  |
| 2013 | Icona Pop                             | Az év svéd áttörése                 | Elnyerte | Gaffa magazin            |
| 2013 | "I Love It"                           | Az év dala                          | Elnyerte | P3 Gold                  |
| 2013 | Icona Pop                             | A legjobban öltözött duó            | Elnyerte | Elle Gála                |
| 2014 | This Is...Icona Pop                   | Guilty Pleasure                     | Jelölve  | Rober Awards Music Poll  |
| 2014 | Saját maguk                           | Guldmicken (årets liveartist)       | Jelölve  | P3 Guld                  |
| 2014 | Saját maguk                           | Årets Artist                        | Jelölve  | Gaygalan                 |
| 2014 | This Is...Icona Pop                   | A legjobb album                     | Jelölve  | Scandipop Awards         |
| 2014 | "I Love It" (with Charlie XCX)        | A legjobb Top Dance/Electronic dal  | Jelölve  | Billboard Music Awards   |
| 2014 | Icona Pop                             | A legjobb svéd előadó               | Jelölve  | MTV Europe Music Awards  |
| 2014 | This Is...Icona Pop                   | Az év Modern Pop/Rock Albuma        | Jelölve  | Hungarian Music Awards   |
| 2014 | "I Love It" (with Charlie XCX)        | Legjobb dalszöveg                   | Jelölve  | iHeartRadio Music Awards |
| 2014 | "I Love It" (with Charlie XCX)        | Az év dalszövege                    | Elnyerte | iHeartRadio Music Awards |
| 2014 | "I Love It" (with Charlie XCX)        | Az év dala                          | Elnyerte | iHeartRadio Music Awards |
| 2014 | Icona Pop                             | Az év művésze                       | Jelölve  | Grammis                  |
| 2014 | Icona Pop                             | Az év elektronikus előadója         | Elnyerte | Grammis                  |
| 2015 | Icona Pop                             | Choice Music Group: Female          | Jelölve  | Teen Choice Awards       |
| 2016 | "Emergency"                           | Az év dala                          | Jelölve  | Grammis                  |
| 2017 | Saját maguk                           | Legjobb csapat                      | Elnyerte | Scandipop Awards         |
| 2018 | Saját maguk                           | Legjobb csapat                      | Elnyerte | Scandipop Awards         |
| 2018 | Saját maguk                           | Årets livegrupp                     | Jelölve  | Rockbjörnen              |
| 2018 | Saját maguk                           | Årets livegrupp                     | Elnyerte | Sweden GAFFA Awards      |
| 2018 | Saját maguk                           | Legjobb előadó                      | Elnyerte | Scandipop Awards         |
| 2018 | Icona Pop                             | A legjobb elektronikus/dance előadó | Jelölve  | Grammis                  |
| 2019 | Let You Down (Peking Duk & Icona Pop) | Dance of the Year                   | Jelölve  | APRA Awards Australia    |

## Turnék
- Marina and the Diamonds' The Lonely Hearts Club Tour (Észak-Amerika, 2013)
- Miley Cyrus' Bangerz Tour (North America and Europe, 2014)[35]
- Katy Perry's Prismatic World Tour (Egyesült Királyság, 2014)[36]
- One Direction's On the Road Again Tour (Észak-Amerika, 2015)[37]
- 2015 Honda Civic Tour Észak-Amerika

## Filmszerepek
| Év   | Cím               | Szerep             | Megjegyzések   |
| ---- | ----------------- | ------------------ | -------------- |
| 2016 | Trolls            | Satin and Chenille | Szinkronszerep |
| 2017 | Trolls Holiday    | Satin and Chenille | Szinkronszerep |
| 2020 | Trolls World Tour | Satin and Chenille | Szinkronszerep |